# 临澧县
临澧縣位于湖南省西北部，居武陵山古陆与洞庭湖断陷盆地连接部位。亚热带气候，四季温差明显。地貌以微丘、平原为主，间有山岳。古属荆楚之地。雍正七年（1729年），始设县，称安福县。中华民国3年（1914年），改称临澧县。现为常德市管辖。全县总面积为1209.58平方公里，耕地面积为36750公顷。县人民政府駐安福鎮。

## 行政区划
临澧县下辖2个街道办事处、7个镇、2个乡：
安福街道、望城街道、合口镇、新安镇、佘市桥镇、太浮镇、四新岗镇、停弦渡镇、修梅镇、烽火乡和刻木山乡。

## 人口
根據第七次人口普查數據，截至2020年11月1日零時，臨澧縣常住人口為373043人。
（2009年）全县总人口为451,435人。

## 經濟
全年GDP（国内生产总值）全县总量为30.91亿元（2003年）。

## 历史
临澧作为行政建制最早始于清朝雍正七年（1729年），裁九溪卫、永定卫和澧州地一部设县，取安福旧所名为“安福县”；民国三年（1914年）1月，因与江西省安福县同名，改名“临澧县”至今。

## 政治

### 现任领导
| 机构     | · 中国共产党 · 临澧县委员会 · 书记 | 临澧县人民政府 县长 | 临澧县人民代表大会 常务委员会 主任 | · 中国人民政治协商会议 · 临澧县委员会 · 主席 |
| -------- | ---------------------------------- | ------------------- | ---------------------------------- | -------------------------------------------- |
| 姓名     | 李雨初                             | 胡彬彬              | 李颖                               | 宁毅刚                                       |
| 民族     | 汉族                               | 汉族                | 汉族                               | 汉族                                         |
| 出生地   | 湖南省常德市鼎城区                 | 湖南省安乡县        | 不明                               | 不明                                         |
| 出生日期 | 1973年3月（51—52歲）               | 1980年5月（44歲）   | 不明                               | 不明                                         |
| 就任日期 | 2021年11月                         | 2022年3月18日       | 2021年1月16日                      | 2021年10月24日                               |

## 交通
- 207国道过境。

## 特产
临澧黄花鱼：中国地理标志产品。